# Markus Assies
Markus Assies (Haule, 26 januari 1919 - Overveen, 6 juni 1944) was een Nederlands verzetsstrijder tijdens de Tweede Wereldoorlog.

## Verzetsactiviteiten
Assies was in 1939–1940, ten tijde van de mobilisatie, in dienst als vaandrig der infanterie. Na de capitulatie in mei 1940 werkte hij als rijksambtenaar te Assen en werd lid van de LO en KP aldaar. Zijn verzetsnaam was "Max". Hij was betrokken bij vele verzetsactiviteiten als overvalsvoorbereidingen, onderduikers onderbrengen en piloten opvangen. Ook was hij betrokken bij het Nationaal Steun Fonds.

## Arrestatie
Op 28 februari 1944 deed de Sicherheitsdienst een inval op een adres in Assen waar Assies aanwezig was bij een verzetsbijeenkomst. Hij en zijn collega's kwamen in handen van de zogenaamde "Bloedgroep Norg" die bekendstond om haar martelpraktijken. De Bloedgroep Norg had het herenhuis van de familie Tonckens gevorderd en martelde gevangengenomen verzetsmensen in de kelder, waaronder ook Max Bruins uit Steenbergen.

## Gevangenschap en overlijden
Nadat hij in Groningen vast had gezeten in het Huis van Bewaring werd hij overgebracht naar Kamp Amersfoort en enkele dagen daarna naar Kamp Vught. Samen met eenentwintig collega's werd hij door het Polizeistandgericht 's-Hertogenbosch ter dood veroordeeld. Assies werd geëxecuteerd in Overveen op 6 juni 1944.

## Na de oorlog
In 1946 werd zijn stoffelijk overschot herbegraven op de erebegraafplaats Overveen in Bloemendaal in vak 23 en werd hem het Verzetskruis postuum toegekend.

H.J. van Aalderen
· P. van As
· M. Assies
· J.J. Barendsen
· J.A. Beekman
· H.D.J. Beernink
· L.R. Beijnen
· C.J. van den Berg-van der Vlis
· L.A. Bleys
· G. de Boer
· A.A. Bontekoe
· E.J. Bosch ridder van Rosenthal
· D.A. van den Bosch
· I.J. van den Bosch
· J.H. Bosch
· J.C.J. baron Brantsen
· A.L. Charroin
· F.G.M. Conijn
· M. Crans
· R.J. Dam
· F. Datema
· K.H. Derkzen van Angeren
· H. Dienske
· J.L.G. Doornik
· V. Dreyfus
· N. Dupont
· F. Duwaer
· S. Esmeijer
· G.H. Gelder
· J. Gelderman
· W.J. Gertenbach
· E.A. Giran
· O. Giran
· C.H. de Groot
· P.G.S. Guermonprez
· A. Hahn
· W. van Hall
· J.C.H.F. van Hanxleden Houwert
· Th.W.L. baron van Heemstra
· J.J. Hendrikx
· J.L. Hesselberg
· W.J. Heukels
· I. van der Horst
· J. ter Horst
· H.P. Hos
· J.F.H.M. baron van Hövell van Wezeveld en Westerflier
· B. IJzerdraat
· L. Jansen
· A. Kalter
· G.W. Kastein
· A. Keuter
· T.J. Kroeze
· D.M.R.H. Kroon
· H.Th. Kuipers-Rietberg
· A. Meerwaldt
· J.A.A. Mekel
· J.D. van Melle
· D.C.B. Mesritz
· M.-L.C. Meunier
· J.J. Mohr
· J.L. Moonen
· A.C. Nagtegaal
· F. Nieuwenhuijsen
· B. Oosthoek
· J. Oranje
· T. Pannekoek
· J. Post
· A.J. Rozeman
· V.H. Rutgers
· F.R. Ruys
· W. Santema
· J.J. Schaft
· Jhr. J. Schimmelpenninck
· R.L.A. Schoemaker
· G. Schoonman
· W.P. Speelman
· M. van der Stoep
· B.M. Telders
· A.O.H. Tellegen
· O.R. Thomsen
· G. Tieman
· T.W. de Tourton Bruijns
· L.M. Valstar
· G.J. van der Veen
· D. Verloop
· M.A.E. Verspyck
· P.M.R. Versteegh
· C. Vlot
· G. Weidner
· J.H. Westerveld
· H.B. Wiardi Beckman
· J.W. Wildschut
· J.R.E. Wüthrich
· L. Zwanenburg
· Onbekende Joodse soldaat